# Dan Raviv
Dan Raviv (* 1954 in New York City) ist ein US-amerikanischer Journalist und Autor.

## Leben
Raviv machte seinen Hochschulabschluss an der Harvard University. 1974 ging er zum Nachrichtensender WEEI von CBS in Boston, Massachusetts, bevor er 1976 nach New York City zum Sender WCBS Newsradio und dort anschließend zur Nachrichtenzentrale von CBS ging.
Seit 1978 war Raviv Auslandskorrespondent in den Büros von CBS, zuerst bis 1980 in Tel Aviv in Israel und anschließend zwölf Jahre lang als Radioberichterstatter im Londoner Büro. Von dort berichtete er auch von Zeit zu Zeit im Fernsehen von CBS. Von 1993 bis 1997 war Miami in Florida sein Dienstsitz. Seit 1997 ist er der für die gesamten USA zuständige Korrespondent bei dem Radiodienst von CBS News in Washington, D.C.
Raviv ist verheiratet und hat zwei erwachsene Kinder. Zusammen mit Yossi Melman schrieb er drei Bücher über den israelischen Geheimdienst Mossad und die Beziehungen zwischen den USA und Israel. Ein weiter Buch behandelt den Machtkampf um die Firma Marvel Comics.

## Veröffentlichungen
- 1989: Mit Yossi Melman: Behind the Uprising: Israelis, Jordanians, and Palestinians. Greenwood Press, New York City, USA, ISBN 0-313-26787-1.
- 1990: mit Yossi Melman: Every Spy a Prince: The Complete History of Israel's Intelligence Community, Houghton Mifflin, Boston, Massachusetts, USA, ISBN 0-395-47102-8.
  - 1992: deutsch von Uta Haas: Die Geschichte des Mossad. Aufstieg und Fall des israelischen Geheimdienstes, Wilhelm Heyne Verlag, München, ISBN 3-453-05805-4.
- 1994: mit Yossi Melman: Friends In Deed. Inside the U.S.-Israel Alliance. Hyperion, New York City, ISBN 0-7868-6006-5.
- 2002: Comic Wars: How Two Tycoons Battled Over the Marvel Comics Empire. Broadway Books, New York City, ISBN 0-7679-0830-9.
- 2012: mit Yossi Melman: Spies against Armageddon: Inside Israel's Secret Wars. Levant Boks, Sea Cliff, New York, ISBN 978-0-9854378-3-1.